# Ouffet
Ouffet ist eine belgische Gemeinde in der Provinz Lüttich. Sie besteht aus den Ortschaften Ouffet, Ellemelle und Warzée.
Partnergemeinde von Ouffet ist das lothringische Vagney in den Vogesen.

## Weblinks

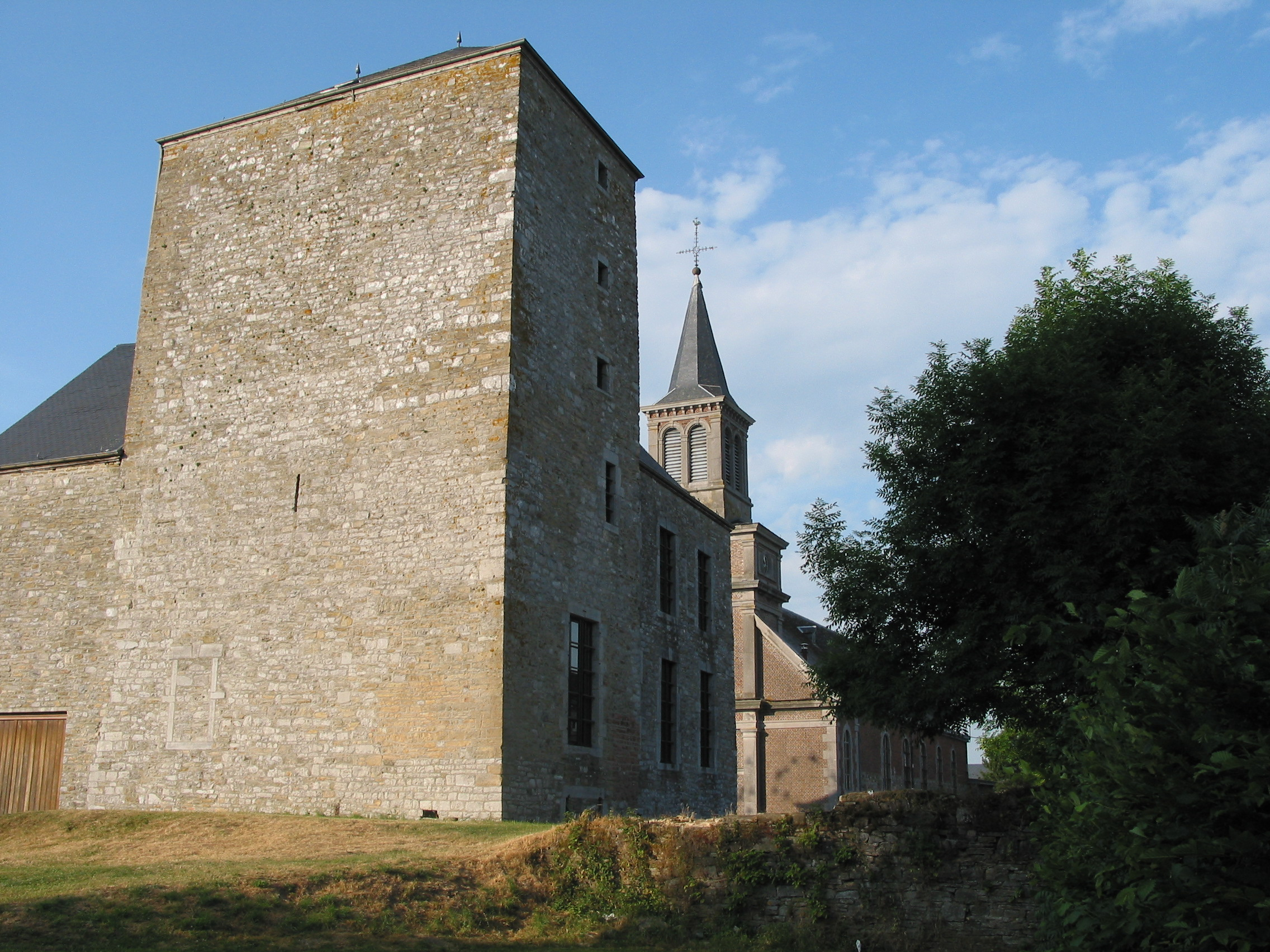
Gerichtsturm und Kirche von Ouffet